# HAM-6

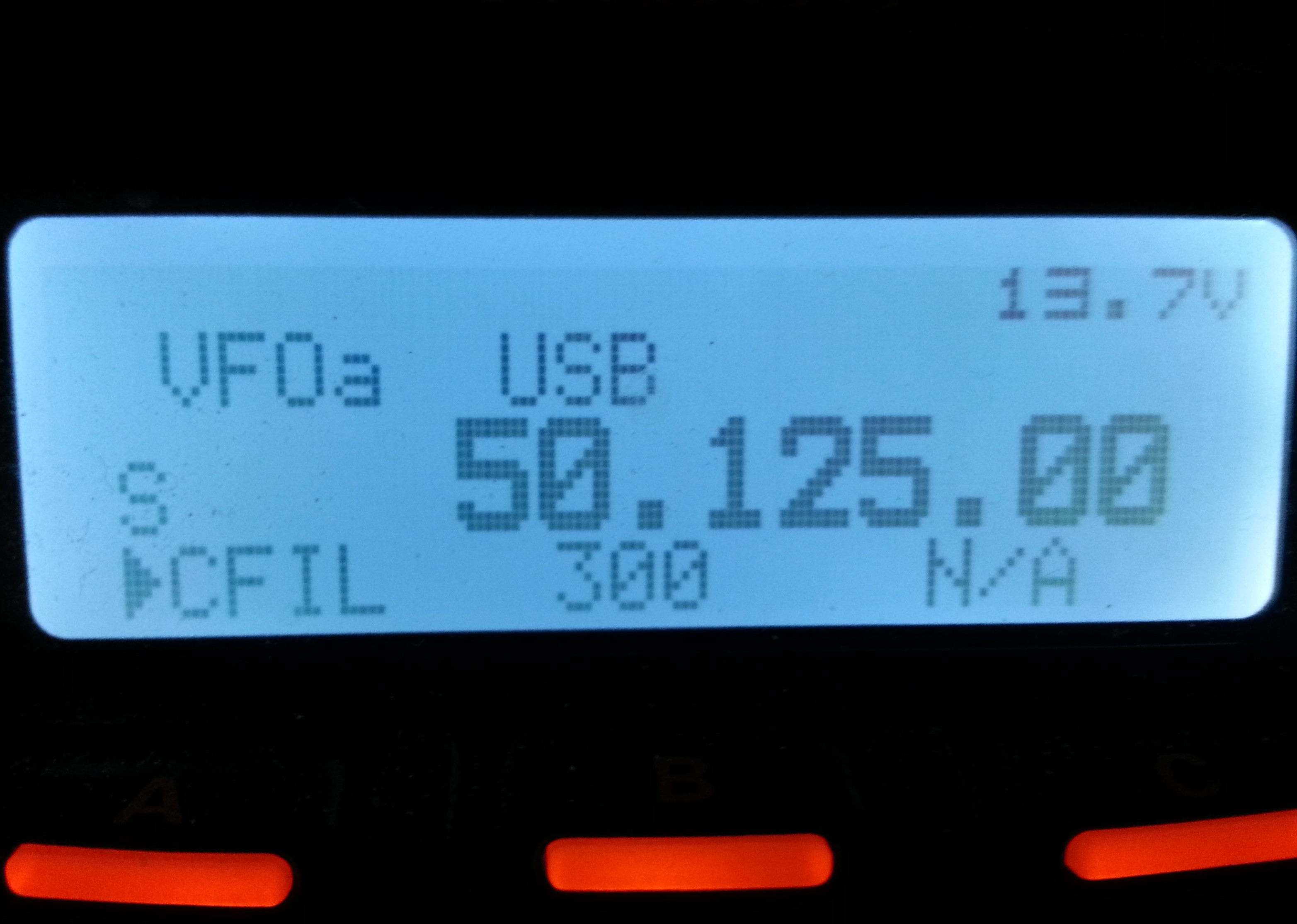
6m

A 6 m-es amatőrsáv az ultrarövidhullámú rádiófrekvenciás tartományban lévő, rádióamatőrök számára kijelölt sáv. A kijelölt frekvenciatartomány: 50000 – 52000 kHz.

## Terjedési sajátosságai[1]
A 6m-es amatőrsáv az ultrarövid hullámú rádiófrekvenciás tartományban van, ezért leginkább az ultrarövid hullámokra jellemző terjedési tulajdonságai vannak. A 6m-es hullámhossz kellően rövid ahhoz, hogy megfelelő magasságban (λ/2) elhelyezett antennával ki tudjuk használni a direkt terjedést. Időszakosan a rövidhullámra jellemző terjedési viszonyok is előfordulnak.
- direkt terjedés
- troposzférikus szóródás
- időnként réteges inverziókon keresztüli terjedés
- ritkán, napfoltmaximumok idején térhullámok, sporadikus E réteg, északi fény
- Meteorscatter

## A 6 m-es amatőrsávra vonatkozó nemzetközisávterv[2]
| ITU 1 | ITU 2                                              | ITU 3                                              |
| --- | -------------------------------------------------- | -------------------------------------------------- |
| 50–52 MHz - MŰSORSZÓRÁS - Amatőr 5.166A 5.166B 5.166C 5.166D 5.166E 5.169 5.169A 5.169B 5.162A 5.164 5.165 | 50–54 MHz - AMATŐR 5.162A 5.167 5.167A 5.168 5.170 | 50–54 MHz - AMATŐR 5.162A 5.167 5.167A 5.168 5.170 |

5.162A - Járulékos felosztás: Németországban, Ausztriában, Belgiumban, Bosznia-Hercegovinában, Kínában, a Vatikánban, Dániában, Spanyolországban, Észtországban, az Oroszországi Föderációban, Finnországban, Franciaországban, Írországban, Izlandon, Olaszországban, Lettországban, Liechtensteinben, Litvániában, Luxemburgban, Észak-Macedóniában, Monacóban, Montenegróban, Norvégiában, Hollandiában, Lengyelországban, Portugáliában, a Cseh Köztársaságban, az Egyesült Királyságban, Szerbiában, Szlovéniában, Svédországban és Svájcban a 46−68 MHz frekvenciasávot másodlagos jelleggel a rádiólokáció szolgálat számára is felosztották. Ez a használat a szélprofil radarok üzemeltetésére korlátozódik a 217. (WRC‑97) Határozat szerint. (WRC‑19)
5.164 - Járulékos felosztás: Albániában, Algériában, Németországban, Ausztriában, Belgiumban, Bosznia-Hercegovinában, Botswanában, Bulgáriában, Elefántcsontparton, Horvátországban, Dániában, Spanyolországban, Észtországban, Eswatiniban, Finnországban, Franciaországban, Gabonban, Görögországban, Magyarországon, Írországban, Izraelben, Olaszországban, Jordániában, Libanonban, Líbiában, Liechtensteinben, Litvániában, Luxemburgban, Madagaszkáron, Maliban, Máltán, Marokkóban, Mauritániában, Monacóban, Montenegróban, Nigériában, Norvégiában, Hollandiában, Lengyelországban, a Szíriai Arab Köztársaságban, Szlovákiában, a Cseh Köztársaságban, Romániában, az Egyesült Királyságban, Szerbiában, Szlovéniában, Svédországban, Svájcban, Csádban, Togóban, Tunéziában és Törökországban a 47−68 MHz frekvenciasávot, a Dél-afrikai Köztársaságban a 47−50 MHz frekvenciasávot, valamint Lettországban a 48,5−56,5 MHz és az 58-68 MHz frekvenciasávot elsődleges jelleggel a földi mozgószolgálat számára is felosztották. Mindazonáltal az e lábjegyzet egyes frekvenciasávjaival kapcsolatban említett országok földi mozgószolgálatainak állomásai nem okozhatnak káros zavarást az e frekvenciasávokkal kapcsolatban nem említett országok már meglévő vagy tervezett műsorszóró állomásainak, és nem is tarthatnak igényt védelemre ezen utóbbiakkal szemben. (WRC‑19)
5.165 - Járulékos felosztás: Angolában, Kamerunban, a Kongói Köztársaságban, Egyiptomban, Madagaszkáron, Mozambikban, Nigerben, Szomáliában, Szudánban, Dél-Szudánban, Tanzániában és Csádban a 47−68 MHz frekvenciasávot elsődleges jelleggel a légi mozgószolgálat kivételével a mozgószolgálat, valamint az állandóhelyű szolgálat számára is felosztották. (WRC‑19)
5.166A - Eltérő szolgálati kategória: Ausztriában, Cipruson, a Vatikánban, Horvátországban, Dániában, Spanyolországban, Finnországban, Magyarországon, Lettországban, Hollandiában, a Cseh Köztársaságban, az Egyesült Királyságban, Szlovákiában és Szlovéniában az 50,0-50,5 MHz frekvenciasávot az amatőrszolgálat számára elsődleges jelleggel osztották fel. Az ezekben az országokban üzemelő amatőrszolgálat állomásai nem okozhatnak káros zavarást az ebben a lábjegyzetben fel nem sorolt országokban az 50,0-50,5 MHz frekvenciasávban a Rádiószabályzat szerint üzemelő műsorszóró, állandóhelyű és mozgószolgálati állomásoknak, és nem is tarthatnak igényt védelemre ezen utóbbiakkal szemben. Ezen szolgálatok állomásaira az 5.169B Bekezdésben meghatározott védelmi kritériumokat is alkalmazni kell. Az 1. Körzetben – az 5.169 Bekezdésben felsorolt országok kivételével – a rádiólokáció szolgálat keretében az 5.162A Bekezdés szerint üzemelő szélprofil radarok az amatőrszolgálat állomásaival azonos jogokkal üzemelhetnek az 50,0-50,5 MHz frekvenciasávban. (WRC‑19)
5.166B - Az 1. Körzetben az amatőrszolgálat másodlagos jelleggel üzemelő állomásai nem okozhatnak káros zavarást a műsorszóró szolgálat állomásainak, és nem is tarthatnak igényt védelemre ezen utóbbiakkal szemben. Az 1. Körzetben az 50-52 MHz frekvenciasávban az amatőrállomás által keltett térerősség nem haladhatja meg a +6 dB(μV/m) számított értéket 10 m talajszint feletti magasságban az idő több mint 10%-ában az 1. Körzetben analóg műsorszóró állomást üzemeltető ország határán, továbbá a 3. Körzetben az 5.167 és 5.168 Bekezdésben felsorolt, műsorszóró állomással rendelkező szomszédos országok határán. (WRC‑19)
5.166C - Az 1. Körzetben – az 5.169 Bekezdésben felsorolt országok kivételével – az 50-52 MHz frekvenciasávban üzemelő amatőrszolgálat állomásai nem okozhatnak káros zavarást a rádiólokáció szolgálat keretében az 5.162A Bekezdés szerint üzemelő szélprofil radaroknak, és nem is tarthatnak igényt védelemre ezen utóbbiakkal szemben. (WRC‑19)
5.166D - Eltérő szolgálati kategória: Libanonban az 50-52 MHz frekvenciasávot az amatőrszolgálat számára elsődleges jelleggel osztották fel. A Libanonban üzemelő amatőrszolgálat állomásai nem okozhatnak káros zavarást az ebben a lábjegyzetben fel nem sorolt országokban az 50-52 MHz frekvenciasávban a Rádiószabályzat szerint üzemelő műsorszóró, állandóhelyű és mozgószolgálati állomásoknak, és nem is tarthatnak igényt védelemre ezen utóbbiakkal szemben. (WRC‑19)
5.166E - Az Oroszországi Föderációban csak az 50,080-50,280 MHz frekvenciasávot osztották fel az amatőrszolgálat számára másodlagos jelleggel. Az ebben a lábjegyzetben fel nem sorolt országok más szolgálataira vonatkozó védelmi kritériumokat az 5.166B és az 5.169B Bekezdés határozza meg. (WRC‑19)
5.167 - Helyettesítő felosztás: Bangladesben, Brunei Darussalamban, Indiában, az Iráni Iszlám Köztársaságban, Pakisztánban és Szingapúrban az 50−54 MHz frekvenciasávot elsődleges jelleggel az állandóhelyű, a mozgó- és a műsorszóró szolgálat számára osztották fel. (WRC‑15)
5.167A - Járulékos felosztás: Indonéziában és Thaiföldön az 50−54 MHz frekvenciasávot elsődleges jelleggel az állandóhelyű, a mozgó- és a műsorszóró szolgálat számára is felosztották. (WRC‑15)
5.168 - Járulékos felosztás: Ausztráliában, Kínában és a Koreai Népi Demokratikus Köztársaságban az 50−54 MHz sávot elsődleges jelleggel a műsorszóró szolgálat számára is felosztották.
5.169 - Helyettesítő felosztás: Botswanában, Eswatiniban, Lesothóban, Malawiban, Namíbiában, Ruandában, a Dél-afrikai Köztársaságban, Zambiában és Zimbabwéban az 50−54 MHz frekvenciasávot elsődleges jelleggel az amatőrszolgálat számára osztották fel. Szenegálban az 50−51 MHz frekvenciasávot elsődleges jelleggel az amatőrszolgálat számára osztották fel. (WRC‑19)
5.169A Helyettesítő felosztás: az 1. Körzet következő országaiban az 50-54 MHz frekvenciasávot elsődleges jelleggel az amatőrszolgálat számára osztották fel: Angola, Szaúd-Arábia, Bahrein, Burkina Faso, Burundi, az Egyesült Arab Emírségek, Gambia, Jordánia, Kenya, Kuvait, Mauritius, Mozambik, Omán, Uganda, Katar, Dél-Szudán és Tanzánia. Bissau-Guineában az 50,0-50,5 MHz frekvenciasávot elsődleges jelleggel az amatőrszolgálat számára osztották fel. Dzsibutiban az 50-52 MHz frekvenciasávot elsődleges jelleggel az amatőrszolgálat számára osztották fel. Az 5.169 Bekezdésben felsorolt országok kivételével az 1. Körzetben az e lábjegyzet szerint az 50-54 MHz frekvenciasáv egészében vagy annak részében üzemelő amatőrszolgálat állomásai nem okozhatnak káros zavarást Algériában, Egyiptomban, az Iráni Iszlám Köztársaságban, Irakban, Izraelben, Líbiában, Palesztinában*, a Szíriai Arab Köztársaságban, a Koreai Népi Demokratikus Köztársaságban, Szudánban és Tunéziában a Rádiószabályzat szerint üzemelő más szolgálatok állomásainak, és nem is tarthatnak igényt védelemre ezen utóbbiakkal szemben. Az 50-54 MHz frekvenciasávban az amatőrállomás által keltett térerősség nem haladhatja meg a +6 dB(μV/m) értéket 10 m talajszint feletti magasságban az idő több mint 10%-ában a védelmet igénylő felsorolt országok határán. (WRC‑19) * A Meghatalmazotti Értekezlet 99. (Rev. Dubai, 2018) Határozata alapján és tekintettel az 1995. szeptember 28-i izraeli-palesztin ideiglenes megállapodásra is.
5.169B - Az 5.169 Bekezdésben felsorolt országok kivételével az 1. Körzetben az 50-54 MHz frekvenciasáv egészében vagy annak részében használt amatőrszolgálat állomásai nem okozhatnak káros zavarást Algériában, Örményországban, Azerbajdzsánban, Fehéroroszországban, Egyiptomban, az Oroszországi Föderációban, az Iráni Iszlám Köztársaságban, Irakban, Kazahsztánban, Kirgizisztánban, Líbiában, Üzbegisztánban, Palesztinában*, a Szíriai Arab Köztársaságban, Szudánban, Tunéziában és Ukrajnában a Rádiószabályzat szerint használt más szolgálatok állomásainak, és nem is tarthatnak igényt védelemre ezen utóbbiakkal szemben. Az 50-54 MHz frekvenciasávban az amatőrállomás által keltett térerősség nem haladhatja meg a +6 dB(μV/m) értéket 10 m talajszint feletti magasságban az idő több mint 10%-ában az ebben a lábjegyzetben felsorolt országok határán. (WRC‑19) * A Meghatalmazotti Értekezlet 99. (Rev. Dubai, 2018) Határozata alapján és tekintettel az 1995. szeptember 28-i izraeli-palesztin ideiglenes megállapodásra is.
5.170 - Járulékos felosztás: Új-Zélandon az 51−54 MHz frekvenciasávot elsődleges jelleggel az állandóhelyű és a mozgószolgálat számára is felosztották. (WRC‑15)

## A sávblokk Magyarországon érvényessávterve[3]
| 47–68 MHz            | 47–68 MHz                   | 47–68 MHz | 47–68 MHz                     | 47–68 MHz                                         | 47–68 MHz                                                                        | 47–68 MHz                     | 47–68 MHz |
| A                    | B                           | C         | D                             | E                                                 | F                                                                                | G                             | H |
| -------------------- | --------------------------- | --------- | ----------------------------- | ------------------------------------------------- | -------------------------------------------------------------------------------- | ----------------------------- | --- |
| AMATŐR (50–50,5 MHz) | 5.166A 5.166B 5.166C 5.169B | P         | 1                             | K                                                 | Amatőrrádiózás                                                                   | ECC/REC/(02)01 MSZ EN 301 783 | 3. melléklet 7. pont Az amatőrállomás által keltett térerősség nem haladhatja meg a +6 dB(µV/m) számított értéket 10 m talajszint feletti magasságban az idő több mint 10%-ában Ukrajna, Románia és Szerbia határán. Az RR 5.166C Bekezdésben foglalt állomásokat érintő zavarbejelentés esetén az amatőrállomásokra vonatkozó további korlátozások életbe léptetése válhat szükségessé. |
| ÁLLANDÓHELYŰ         | RRE                         | N         | 1                             | K                                                 | Pont-pont, pont-többpont rendszerek a 48,475–56,5 MHz és az 57,975–60 MHz sávban |                               | 3. melléklet 2.2. pont 4. melléklet |
| ÁLLANDÓHELYŰ         | RRE                         | N         | 1                             | K                                                 | Katonai állandóhelyű rendszerek                                                  |                               | 3. melléklet 2.2. pont 4. melléklet |
| FÖLDI MOZGÓ          | 5.164 NJE                   | N         | 1                             | K                                                 | Egyfrekvenciás rendszerek                                                        |                               | 3. melléklet 4.1. pont 3. melléklet 4.4. pont 4. melléklet |
| FÖLDI MOZGÓ          | 5.164 NJE                   | N         | 1                             | K                                                 | Katonai mozgó rendszerek                                                         |                               | 3. melléklet 4.1. pont 3. melléklet 4.4. pont 4. melléklet |
| Amatőr (50,5–52 MHz) | 5.166B 5.166C 5.169B        | P         | 2                             | K                                                 | Amatőrrádiózás                                                                   | ECC/REC/(02)01 MSZ EN 301 783 | 3. melléklet 7. pont Az amatőrállomás által keltett térerősség nem haladhatja meg a +6 dB(µV/m) számított értéket 10 m talajszint feletti magasságban az idő több mint 10%-ában Ukrajna, Románia és Szerbia határán. Az RR 5.166C Bekezdésben foglalt állomásokat érintő zavarbejelentés esetén az amatőrállomásokra vonatkozó további korlátozások életbe léptetése válhat szükségessé. |
|                      |                             | PN        |                               |                                                   | SRD                                                                              |                               | 3. melléklet 9.1. pont |
| 3                    | K                           | PN        | Rádiómeghatározó alkalmazások | 3. melléklet 9.7.2. pont 3. melléklet 9.7.1. pont |                                                                                  |                               | |

- Az A oszlop meghatározza az adott sávhoz rendelt egyes rádiószolgálatokat
- A B oszlop meghatározza a vonatkozó lábjegyzetet, a harmonizált katonai sávra
- A C oszlop meghatározza a polgári, a nem polgári vagy az együttes célú használatra történő felosztást. A polgári célú felosztást P, a nem polgári célút N és az együttes célút E jelöli.
- A D oszlop meghatározza az alkalmazás jellegét. Az elsődleges jelleget 1-es, a másodlagos jelleget 2-es, a harmadlagos jelleget 3-as szám jelöli.
- Az E oszlop meghatározza az alkalmazás használatbavételi lehetőségét. A kijelölt kategóriát K, a tervezett kategóriát T jelöli.
- Az F oszlop meghatározza az alkalmazás megnevezését.
- A G oszlop tartalmazza a vonatkozó nemzetközi és hazai dokumentumokra hivatkozásokat
- A H oszlop tartalmazza a frekvenciasávok használata során alkalmazandó további rádióspektrum-gazdálkodási követelményeket és jellemzőket, valamint sávhasználati feltételeket.

## Felosztása[4]
| Frekvenciatartomány (Hz) | Frekvenciatartomány (Hz) | Használható adóteljesítmény (W) | Használható adóteljesítmény (W) | Használható adóteljesítmény (W) | Használható sávszélesség (Hz) | Üzemmód/felhasználás | Engedélyezett adásmód | Engedélyezett adásmód | Engedélyezett adásmód |
| Kezdete                  | Vége                     | Kezdő                           | CEPT                            | HAREC                           | Használható sávszélesség (Hz) | Üzemmód/felhasználás | Kezdő                 | CEPT                  | HAREC |
| ------------------------ | ------------------------ | ------------------------------- | ------------------------------- | ------------------------------- | ----------------------------- | --- | --------------------- | --------------------- | --- |
| 50000000                 | 50000010                 | 0                               | 0                               | 10                              |                               | IBP 1. régió |                       |                       | A1A, F1A |
| 50000010                 | 50000010                 | 0                               | 0                               | 10                              |                               | IBP 2. régió |                       |                       | A1A, F1A |
| 50000020                 | 50000030                 | 0                               | 0                               | 10                              |                               | IBP 3. régió |                       |                       | A1A, F1A |
| 50000030                 | 50100000                 | 0                               | 0                               | 10                              | 500                           | CW - 50050000 - aktivitás középpont - 50090000 - interkontinentális aktivitás középpontja |                       |                       | A1A, F1A |
| 50100000                 | 50300000                 | 0                               | 0                               | 10                              | 2700                          | USB, CW, MGM - 50110000 - Interkontinentális aktivitás középpontja - 50150000 - Nemzetközi aktivitás középpontja - 50211000 - Q65 - 50200000 - echo - 50260000 - MSK144 - 50275000 - Q65 - 50285000 - keresztsávos összeköttetés - 50292000 - Olivia - 50293000 - WSPR |                       |                       | A1A, A1B, A1D, A2A, A2B, A2D, F1A, F1B, F1D, F2A, F2B, F2D, F3E, F3F, J2A, J2B, J2D, J2E, J3E, R3E                                                   |
| 50300000                 | 50310000                 | 0                               | 0                               | 10                              | 2700                          | Keskenysávú digitális módok, MGM - 50305000 - PSK31 |                       |                       | A1A, A1B, A1D, A2A, A2B, A2D, F1A, F1B, F1D, F2A, F2B, F2D, F3E, F3F, J2A, J2B, J2D, J2E, J3E, R3E                                                   |
| 50310000                 | 50320000                 | 0                               | 0                               | 10                              | 2700                          | EME - 50313000 - FT8 - 50318000 - FT4 - 50310000 - JT65 JT9 - 50312000 - JT9 - 50312500 - T10 - 50318000 - JS8 |                       |                       | A1A, A1B, A1D, A2A, A2B, A2D, F1A, F1B, F1D, F2A, F2B, F2D, F3E, F3F, J2A, J2B, J2D, J2E, J3E, R3E                                                   |
| 50320000                 | 50400000                 | 0                               | 0                               | 10                              | 2700                          | Keskenysávú digitális módok, MGM - 50323000 - FT8 - 50320000 – 50380000 MS - 50380000 - MSK144 |                       |                       | A1A, A1B, A1D, A2A, A2B, A2D, F1A, F1B, F1D, F2A, F2B, F2D, F3E, F3F, J2A, J2B, J2D, J2E, J3E, R3E                                                   |
| 50400000                 | 50500000                 | 0                               | 0                               | 10                              | 1000                          | Jeladóknak fenntartva - 50401000 - WSPR jeladók |                       |                       | A1A, A1B, A1D, A2A, A2B, A2D, F1A, F1B, F1D, F2A, F2B, F2D, F3E, F3F, J2A, J2B, J2D, J2E, J3E, R3E                                                   |
| 50500000                 | 50620000                 | 0                               | 0                               | 10                              | 12000                         | Vegyes felhasználás - 50510000 - képi átvitel, SSTV - 50520000 - Hangalapú szimplex átjárók - 50550000 - képi átvitel - 50600000 - RTTY |                       |                       | A1A, A1B, A1C, A1D, A2A, A2B, A2C, A2D, A3C, A3E, F1A, F1B, F1C, F1D, F2A, F2B, F2C, F2D, F3C, F3E, F3F, J2A, J2B, J2C, J2D, J2E, J3C, J3E, J3F, R3E |
| 50620000                 | 50750000                 | 0                               | 0                               | 10                              | 12000                         | Digitális módok - 50644000 - FSQ - 50630000 - Digitális módú hívócsatorna - 50680000 - SSTV(A) |                       |                       | A1A, A1B, A1C, A1D, A2A, A2B, A2C, A2D, A3C, A3E, F1A, F1B, F1C, F1D, F2A, F2B, F2C, F2D, F3C, F3E, F3F, J2A, J2B, J2C, J2D, J2E, J3C, J3E, J3F, R3E |
| 50750000                 | 51210000                 | 0                               | 0                               | 10                              | 12000                         | Vegyes felhasználás - 50950000 - SSTV(D) |                       |                       | A1A, A1B, A1C, A1D, A2A, A2B, A2C, A2D, A3C, A3E, F1A, F1B, F1C, F1D, F2A, F2B, F2C, F2D, F3C, F3E, F3F, J2A, J2B, J2C, J2D, J2E, J3C, J3E, J3F, R3E |
| 51210000                 | 51390000                 | 0                               | 0                               | 10                              | 12000                         | Duplex átjátszók bemeneti csatornái FM, Digitál |                       |                       | A1A, A1B, A1C, A1D, A2A, A2B, A2C, A2D, A3C, A3E, F1A, F1B, F1C, F1D, F2A, F2B, F2C, F2D, F3C, F3E, F3F, J2A, J2B, J2C, J2D, J2E, J3C, J3E, J3F, R3E |
| 51390000                 | 51410000                 | 0                               | 0                               | 10                              | 12000                         | Vegyes felhasználás |                       |                       | A1A, A1B, A1C, A1D, A2A, A2B, A2C, A2D, A3C, A3E, F1A, F1B, F1C, F1D, F2A, F2B, F2C, F2D, F3C, F3E, F3F, J2A, J2B, J2C, J2D, J2E, J3C, J3E, J3F, R3E |
| 51410000                 | 51590000                 | 0                               | 0                               | 10                              | 12000                         | FM és digitális csatornák - 51510000 - Általános hívócsatorna |                       |                       | A1A, A1B, A1C, A1D, A2A, A2B, A2C, A2D, A3C, A3E, F1A, F1B, F1C, F1D, F2A, F2B, F2C, F2D, F3C, F3E, F3F, J2A, J2B, J2C, J2D, J2E, J3C, J3E, J3F, R3E |
| 51590000                 | 51810000                 | 0                               | 0                               | 10                              | 12000                         | Vegyes felhasználás |                       |                       | A1A, A1B, A1C, A1D, A2A, A2B, A2C, A2D, A3C, A3E, F1A, F1B, F1C, F1D, F2A, F2B, F2C, F2D, F3C, F3E, F3F, J2A, J2B, J2C, J2D, J2E, J3C, J3E, J3F, R3E |
| 51810000                 | 51990000                 | 0                               | 0                               | 10                              | 12000                         | Duplex átjátszók kimeneti csatornái |                       |                       | A1A, A1B, A1C, A1D, A2A, A2B, A2C, A2D, A3C, A3E, F1A, F1B, F1C, F1D, F2A, F2B, F2C, F2D, F3C, F3E, F3F, J2A, J2B, J2C, J2D, J2E, J3C, J3E, J3F, R3E |
| 51990000                 | 52000000                 | 0                               | 0                               | 10                              | 12000                         | Vegyes felhasználás |                       |                       | A1A, A1B, A1C, A1D, A2A, A2B, A2C, A2D, A3C, A3E, F1A, F1B, F1C, F1D, F2A, F2B, F2C, F2D, F3C, F3E, F3F, J2A, J2B, J2C, J2D, J2E, J3C, J3E, J3F, R3E |
| 52000000                 | 54000000                 | 0                               | 0                               | 10                              | 500000                        | Szélessávú módok |                       |                       | A1A, A1B, A1C, A1D, A2A, A2B, A2C, A2D, A3C, A3E, F1A, F1B, F1C, F1D, F2A, F2B, F2C, F2D, F3C, F3E, F3F, J2A, J2B, J2C, J2D, J2E, J3C, J3E, J3F, R3E |

## Gyakorlati felhasználás
A 6m -es amatőrsáv részére egy széles, 4 MHz-es tartományt jelöltek ki, így lehetőséget biztosít szélesebb sávú csatornák kiosztására, valamint a keskenyebb sávú üzemmódok használatára is jóval szélesebb frekvenciatartományokat engedélyez.
A sáv elején a rövidhullámokon megszokott üzemmódok használatához vannak kijelölve frekvenciatartományok, a sáv másik felén már lehetőség van szélesebb sávú üzemmódokat is alkalmazni.
Átjátszók, jelismétlők, műholdas kommunikáció számára is ad lehetőséget.
A hullámhossz méretéből adódóan már észszerű méretekben is készíthetőek nagyobb nyereségű antennák, így lehetőség van kísérketezni EME összeköttetésekkel.
A sáv terjedési tulajdonságait tekintve az URH-ra jellemző módon terjed, de időszakosan előfordulhatnak rövidhullámra jellemző terjedések.
A 6m-es amatőrsáv használata nem elterjedt, mivel csak a drágább készülékekbe van beépítve ez a frekvenciatartomány.

### Magyarországi jeladók[5]
| Hívójel | Frekvencia [MHz] | QTH/Név | QTH Lokátor | Mod | ASL | AGL | Antenna  | Pol | Telj. [W] |
| ------- | ---------------- | ------- | ----------- | --- | --- | --- | -------- | --- | --------- |
| HG1BVB  | 50,007           | Hörman  | JN87FI      | A1A | 700 | 25  | X Dipole | H   | 20,00     |
| HG7BVA  | 50,430           | Gyömrő  | JN97QJ68lx  | F1A | 165 | 15  | Dipole   | H   | 5,00      |